# Dragon Ball: Hey! Son Goku und seine Freunde kehren zurück!!
Dragon Ball: Hey! Son Goku und seine Freunde kehren zurück!! (jap. ドラゴンボール オッス！帰ってきた孫悟空と仲間たち！！, Doragon Bōru: Ossu! Kaette Kita Son Gokū to Nakama-tachi!!) ist der Titel des für die Jump Super Anime Tour des Herbst 2008 produzierte OVA zum Dragon-Ball-Manga.

## Handlung
Mister Satan hat ein Hotel eröffnet, an dessen Eröffnungsfeierlichkeiten urplötzlich ein neuer Saiyajin auftaucht: Tarble, ein Saiyajin, der der Vernichtung seines Heimatplaneten entgangen ist, weil er auf einem entfernten Planeten zu tun hatte, erscheint mit seiner Ehefrau Gure auf der Erde und bittet seinen älteren Bruder Vegeta um Unterstützung im Kampf gegen zwei Krieger aus den Reihen der ehemaligen Freezer-Truppen. Als Son-Goku und seine Freunde dies mitanhören, beginnen sie einen kleinen Wettkampf darum, wer gegen sie antreten darf, da sich niemand von ihnen seit dem Kampf gegen Boo an einem ernsthaften Kampf beteiligt hat.
Die Wahl fällt schließlich auf Trunks und Son-Goten, die mit ihren beiden Gegnern mit Namen Abo und Cado nicht nur ihren Spaß haben, sondern auch Mister Satans Hotel abreißen. Letztlich ist es wieder Son-Goku, der Abo und Cado bezwingt.

## Synchronisation
| Rolle                 | Japanischer Sprecher (Seiyū) |
| --------------------- | ---------------------------- |
| Son Goku              | Masako Nozawa                |
| Son Gohan             | Masako Nozawa                |
| Son Goten             | Masako Nozawa                |
| Vegeta                | Ryō Horikawa                 |
| Yamchu                | Tōru Furuya                  |
| Kuririn               | Mayumi Tanaka                |
| Piccolo               | Toshio Furukawa              |
| Bulma                 | Hiromi Tsuru                 |
| Oolong                | Naoki Tatsuta                |
| Chichi                | Naoko Watanabe               |
| Trunks                | Takeshi Kusao                |
| Herr der Schildkröten | Hiroshi Masuoka              |
| Videl                 | Yūko Minaguchi               |
| Mister Satan          | Daisuke Gōri                 |
| C-18                  | Miki Itō                     |
| Tarble                | Masakazu Morita              |
| Gure                  | Kumiko Nishihara             |
| Abo                   | Yūsuke Numata                |
| Cado                  | Kazunari Tanaka              |
| Aka                   | Yasunori Masutani            |
| Erzähler              | Jōji Yanami                  |

## Veröffentlichungen
Der Film wurde auf der im Herbst 2008 vom 21. September bis zum 23. November durch Japan ziehende, alljährliche Jump Super Anime Tour zu Beginn der Tournee uraufgeführt und an ihren verschiedenen Standorten zusammen mit den Verfilmungen zu den Mangas Romance Dawn, Letter Bee, Yu-Gi-Oh! 5D’s, Gintama, Bleach und Blue Dragon in verschiedenen Kinos der Tour gezeigt.
Nach dem Ende der Super Anime Tour war der durch das Bird Studio produzierte Film zusammen mit den Filmen zu Romance Dawn und Letter Bee ab dem 24. November auf der internationalen Website der Shōnen Jump Jumpland.com bis zum 31. Januar 2009 kostenlos zu sehen.